# Tmesisternus laevis
Tmesisternus laevis är en skalbaggsart som beskrevs av Stefan von Breuning 1976. Tmesisternus laevis ingår i släktet Tmesisternus och familjen långhorningar. Inga underarter finns listade i Catalogue of Life.